# スフィンゴミエリン
スフィンゴミエリン (Sphingomyelin, SPH) は、スフィンゴ脂質の一種である。動物の細胞膜中に存在しており、特に神経細胞の軸索を膜状に覆うミエリン鞘の構成成分としてよく知られている。ヒトにおいては、体内に存在するスフィンゴ脂質全体量のうちの85%近くがスフィンゴミエリンである。
なお、ヒトにおいてはグリセロール由来でない唯一の膜リン脂質である。

## 構成
スフィンゴミエリン分子は一般的にホスホリルコリンとセラミドから構成される。
スフィンゴミエリンは、全てのスフィンゴ脂質と同様にセラミド（スフィンゴシンが脂肪酸とアミド結合した）構造を持ち、これに加えて親水性の頭部としてホスホコリンもしくはホスホエタノールアミンを1つ持つ。

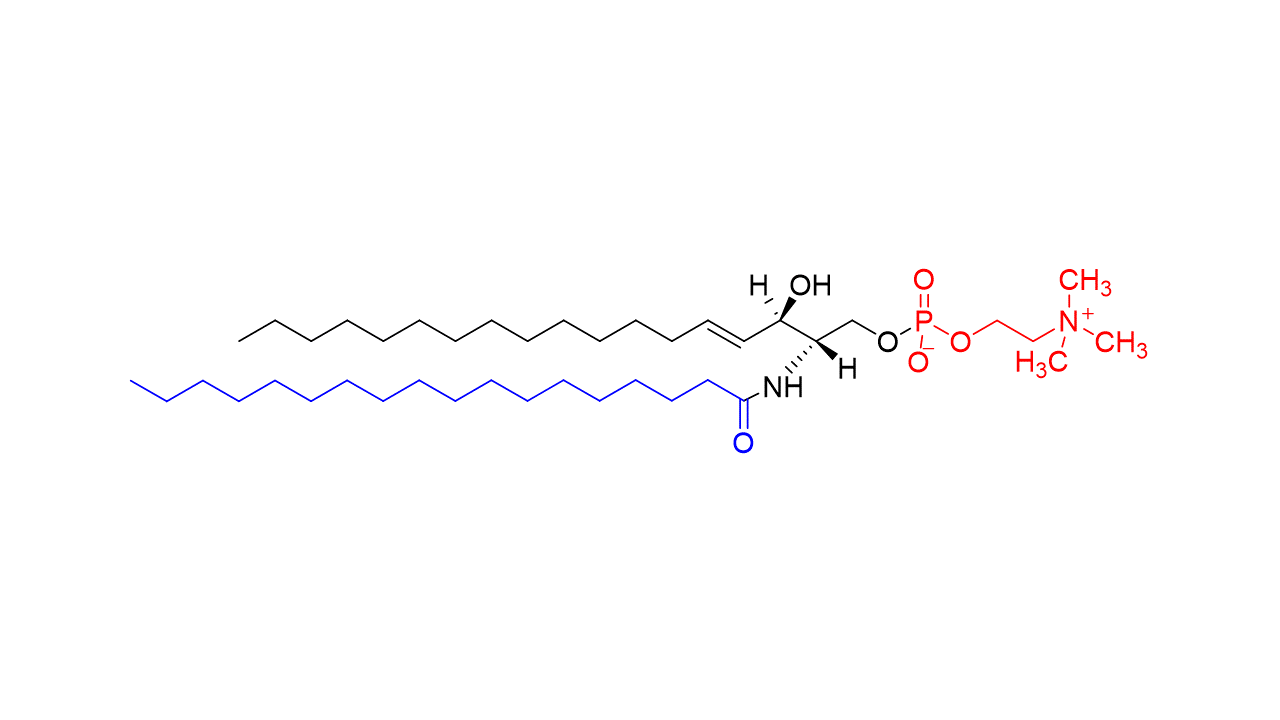
スフィンゴミエリンの構造
赤: ホスホコリン
黒+青：セラミド
黒:スフィンゴシン
青:アシル基(画像ではステアリン酸)

## 機能と存在部位
スフィンゴミエリンの機能は長らく分かっていなかったが、近年になってシグナル伝達の機能を持つことが発見された。
スフィンゴミエリンは細胞膜外側の面にのみ存在する。

## 異常と関連疾患
スフィンゴミエリンの蓄積は、ニーマン・ピック病A型、B型と呼ばれる珍しい遺伝性疾患を発症させる。この疾患はスフィンゴミエリナーゼ酵素の欠損により引き起こされる。
スフィンゴミエリナーゼ酵素の欠損により、脾臓、肝臓、肺、骨髄、脳などにスフィンゴミエリンが蓄積されることで不可逆的な神経障害を生じさせる。 
ニーマン・ピック病A型は幼児に発症する。疾患の特徴として黄疸、肥大化した肝臓、重大な脳障害が挙げられる。これを発症した幼児が18ヶ月以上生存することは殆どない。
ニーマン・ピック病B型は肝臓と脾臓の肥大化を引き起こす。通常、13歳未満でこれらの症状が生じる。脳障害は起こらない。殆どの患者は、酵素活性が正常値と比較して1%未満を示す。
赤血球膜中におけるスフィンゴミエリンの過量（無βリポタンパク血症などの場合）は、赤血球プラズマ細胞膜の葉状部外側への過剰な脂質蓄積を生じさせる。これにより、有棘赤血球と呼ばれる赤血球の異常形態が起こる。

## 関連画像

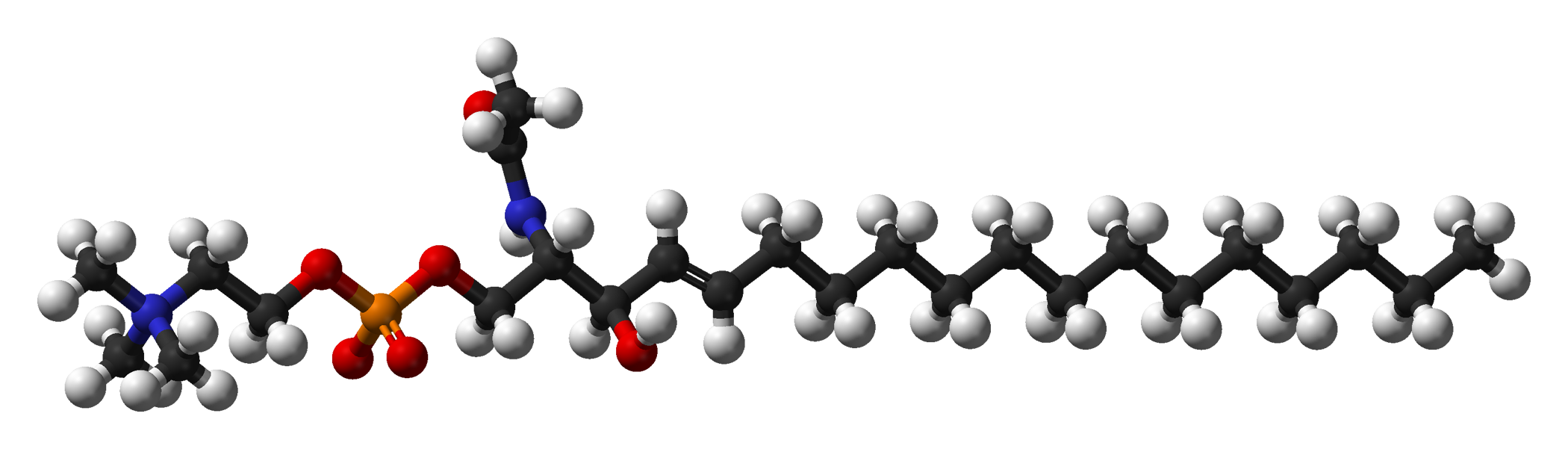
スフィンゴミエリンのx球棒モデル
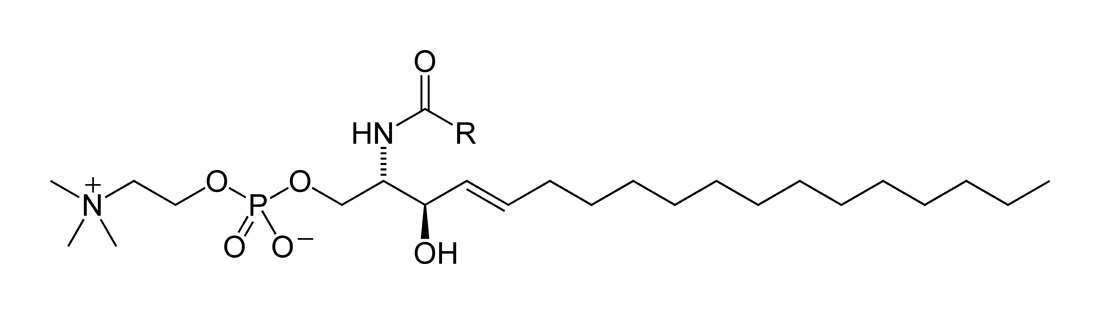
スフィンゴミエリンの構造式
セラミド
スフィンゴシン